# Marvin Friedrich
Marvin Friedrich (Kassel, 13 dicembre 1995) è un calciatore tedesco, difensore del Borussia M'gladbach.

## Palmarès

### Nazionale
- Campionato d'Europa Under-19: 1

Ungheria 2014